# Кужник
Кужник (таб. Къужник) — село в Табасаранском районе Республики Дагестан (Россия).
Входит в состав сельского поселения Сельсовет Кужникский.

## География
Село расположено в 15 км к западу от административного центра района — с. Хучни, на реке Ханагчай.
Кужникский или Турагинский природный мост расположен вблизи села Кужник на высоте 1600 метров над уровнем моря. Местные жители называют его Урчила(дарг) и Мичри(таб) . Это арочный свод над ущельем шириной до шести метров, длиной до пятидесяти метров. 
На западе от села Кужник  на границе Табасаранского, Хивского, Агульского (вершина) и Кайтагского районов (хребет) находиться гора Джуфдаг (Снежная гора) высота вершины 3035метров,.где проходит малый Кавказский хребет.  

## Население
| 1895  | 1926 | 1939 | 1970 | 1989 | 2002 | 2010 |
| ----- | ---- | ---- | ---- | ---- | ---- | ---- |
| 343   | ↗366 | ↗464 | ↗492 | ↗609 | ↗893 | ↘851 |
| 2021  |      |      |      |      |      |      |
| ↗1001 |      |      |      |      |      |      |

## Инфраструктура
- Мечеть
- Центр традиционной культуры народов России.[9]
- МКОУ "Кужникская СОШ"
- МКДОУ «Кужникский д.с «Чебурашка»
- Продуктовые магазины